# Fokker F.VI
De  Fokker F.VI (ook aangeduid als Fokker PW-5) was een Nederlands jachtvliegtuig uit de jaren 20 van de twintigste eeuw. Het was een parasol-eendekker die werd gebruikt als geavanceerde trainer. Er zijn twaalf exemplaren gebouwd voor de United States Army Air Service (USAAS). De aanduiding F.VI is afwijkend van de gangbare aanduiding, waarbij het voorvoegsel F werd gebruikt voor passagiersvliegtuigen. De USAAS gaf dit toestel de aanduiding PW-5.
In 1921 evalueerde de USAAS de Fokker D.VIII parasoldekker en de Fokker D.VII tweedekker. Beide jagers waren door Duitsland aan de USAAS overgedragen na de wapenstilstand die de Eerste Wereldoorlog beëindigde. Bij Fokker werden, ter evaluatie, twee toestellen besteld die waren gebaseerd op het ontwerp van de D.VIII, maar aangedreven door een in Amerika gebouwde Wright-Hispano motor. Een hiervan stortte op 13 maart 1922 neer toen de vleugel faalde vanwege fladderen. Desalniettemin werd een bestelling voor nog eens tien vliegtuigen geplaatst en de vliegtuigen werden later in 1921 geleverd.
De vliegtuigen hadden met multiplex beklede houten vrijdragende vleugels die vergelijkbaar waren met die van de D.VIII en zijn tijdgenoot, de Fokker D.X. Verder hadden de kisten de voor Fokker typische romp van gelaste staalbuis. De voorkant van de romp werd beschermd door pantserplaten, maar de radiator en de op de vleugel gemonteerde brandstoftank hadden een dergelijke bescherming niet. Het vliegtuig had een vast onderstel.